# Epiphragma mithras
Epiphragma mithras är en tvåvingeart som beskrevs av Alexander 1949. Epiphragma mithras ingår i släktet Epiphragma och familjen småharkrankar.
Artens utbredningsområde är Peru. Inga underarter finns listade i Catalogue of Life.